# Natalija Antjuh
Natalija Nikolajevna Antjuh (rusko Наталья Николаевна Антюх), ruska atletinja, * 26. junij 1981, Leningrad, Sovjetska zveza.
Nastopila je na poletnih olimpijskih igrah v letih 2004 in 2012, leta 2004 je osvojila srebrno medaljo v teku na 400 m z ovirami in bron v teku na 400 m, leta 2012 pa naslov olimpijske prvakinje v teku na 400 m z ovirami in srebrno medaljo v štafeti 4x400 m, ki ji je bila odvzeta zaradi dopinga Antonine Krivošapke. Na svetovnih prvenstvih je osvojila dve zlati in bronasti medalji v štafeti 4x400 m ter eno bronasto medaljo v teku na 400 m z ovirami, na evropskih prvenstvih pa naslov prvakinje v teku na 400 m z ovirami in srebro medaljo v štafeti 4x400 m.